# Reizigerskilometer
Een reizigerskilometer is een eenheid voor de afstand die een individuele reiziger met een bepaald vervoermiddel aflegt. De term wordt zowel gebruikt voor het openbaar vervoer als voor het individuele verkeer (auto, fiets). In het openbaar vervoer geeft het aantal reizigerskilometers de totaal afgelegde afstand van alle reizigers aan; aangezien een bus, tram, trein of metro in principe altijd meerdere reizigers vervoert, ligt het aantal reizigerskilometers veel hoger dan de door het vervoermiddel zelf afgelegde afstand, ook wel wagenkilometers genoemd. De verhouding tussen reizigers- en wagenkilometers, ofwel het aantal reizigers per wagenkilometer, is een graadmeter voor de bezetting (en dus rentabiliteit) van het vervoermiddel.

## Voorbeelden
- Een metrosysteem verwerkt op jaarbasis 3 miljoen reizigers, die gemiddeld een afstand van 3½ kilometer afleggen. Het totale aantal reizigerskilometers bedraagt 10½ miljoen.
- Een sneltrein rijdt met 100 passagiers van station A naar het 20 kilometer verder gelegen station B, waar 20 mensen uitstappen en 10 personen instappen, en vervolgt daarna zijn reis naar eindstation C, nog eens 20 kilometer verder. Het aantal gegenereerde reizigerskilometers is 3800 (100 × 20 + 90 × 20); het aantal wagenkilometers bedraagt 40.
- In land X komen per jaar 500.000 auto's op de weg, die gedurende het jaar gemiddeld 2000 kilometer afleggen en waarin gemiddeld 1,2 mensen zitten. Het totaal aantal per auto afgelegde reizigerskilometers in land X bedraagt 1,2 miljard (500000 × 2000 × 1,2).